# Scalmicauda corona
Scalmicauda corona är en fjärilsart som beskrevs av Sergius G. Kiriakoff 1968. Scalmicauda corona ingår i släktet Scalmicauda och familjen tandspinnare. Inga underarter finns listade.